# 喀麥隆刺鰍
喀麥隆刺鰍為輻鰭魚綱合鰓目刺鰍亞目刺鰍科的其中一種，分布於非洲喀麥隆十字河流域，體長可達15.4公分，棲息在中底層水域，屬肉食性，可做為食用魚。